# 小島英次
小島 英次（こじま えいじ、男性、1977年12月16日 - ）は、日本のプロボクサー。第21代・第23代OPBF東洋太平洋スーパーフライ級王者。広島県広島市西区出身。山陽高等学校卒、桃山学院大学中退。金沢ボクシングジム所属。

## 来歴
- 高校でボクシング部にスカウトされ始める。父も国体に出場するほどの選手だった。インターハイで16位になった実績を買われ東京農業大学からのスカウトもあったが、桃山学院大学に進学。4年次に退学し広島でプロを目指そうとするも、大学の先輩が金沢ジムで徳山昌守のトレーナーだった縁から、同ジムでプロデビューを果たした。アマ戦績41戦32勝(14KORSC)9敗。

2000年12月12日、金沢ボクシングジム所属でプロデビュー。今津竜也に4R負傷判定勝ちを収めた。
2001年12月3日、5戦目で柳光和博が返上したOPBF東洋太平洋スーパーフライ級王座決定戦に出場。李根植に7R負傷判定勝ちをし、三原正と並ぶ当時日本人最短試合タイ記録で東洋太平洋王座を獲得（その後八重樫東、井上尚弥も達成するが、2014年に田中恒成に更新された）。勝利者インタビューでプロポーズをしその後結婚。
2002年4月14日、世界挑戦経験者の浅井勇登を相手に東洋王座の初防衛戦を行い、大差がつく12R判定勝ち。世界挑戦に専念するため、東洋王座を返上。
2002年7月31日、日本最短の7戦目でWBA世界スーパーフライ級王者のアレクサンデル・ムニョスに挑戦し、2RTKO負け。世界王座獲得に失敗。
2003年8月16日、再起3戦目にOPBF東洋太平洋スーパーフライ級王座決定戦に出場。ワエンペッチ・チュワタナに12R判定勝ちし、東洋太平洋王座に返り咲いた。
2004年1月3日、WBC世界スーパーフライ級王者でジムの先輩徳山昌守の前座で、WBA世界スーパーフライ級王者のアレクサンデル・ムニョスに再挑戦。前回以上の奮闘を見せ、王者ムニョスをグラつかせる場面も見せるも、10RTKO負け。世界王座獲得に失敗。同日のWBA・WBCの同一階級タイトルマッチは日本初だった。
2005年5月2日、再起戦で新OPBF東洋太平洋スーパーフライ級王者となったワエンペッチ・チュワタナに挑戦。しかし2RTKO負けで王座獲得に失敗。この試合後、「小島はジムの無茶なマッチメイクに潰された」「小島はムニョスに壊された」「小島はもう終わった」という悲観的な意見が相次ぐようになる。
2005年1月29日、日本王座を7度防衛した仲宣明を相手にサバイバルマッチを行う。戦前は小島の不利だったが、試合は小島の10R判定勝ち。仲はこの試合を最後に引退し、小島の評価は再び上昇することになる。
しかし、仲戦の直後に網膜剥離が発覚。当時のJBCルールにより現役続行が不可能になる。
2005年11月7日に引退式を行い、正式に現役を引退。

## 戦績・獲得タイトル
- 通算戦績15戦12勝（3KO）3敗
- 第21代OPBF東洋太平洋スーパーフライ級王座（防衛1＝返上）
- 第23代OPBF東洋太平洋スーパーフライ級王座（防衛0＝返上）